# Anthene

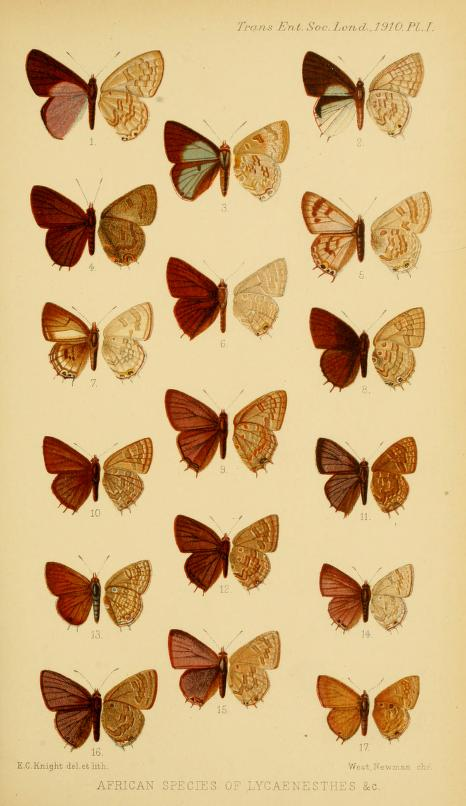
Anthenes como Lycaenesthes Bethune-Baker, 1910 Transacciones de la Sociedad Entomológica de Londres

Anthene es un género de mariposa de la familia Lycaenidae.

## Subgéneros y especies
Ordenados alfabéticamente, dentro los subgéneros son:
- Subgénero Anthene Doubleday, 1847 (ecozona afrotropical)
  - Anthene abruptus (Gaede, 1915)
  - Anthene afra (Bethune-Baker, 1910)
  - Anthene alberta (Bethune-Baker, 1910)
  - Anthene amarah (Guérin-Méneville, 1847) 
  - Anthene arnoldi (Jones, 1917)
  - Anthene arora Larsen, 1983
  - Anthene atewa Larsen & Collins, 1998
  - Anthene aurobrunnea (Ungemach, 1932)
  - Anthene bakeri (Druce, 1910)
  - Anthene barnesi Stevenson, 1940
  - Anthene bipuncta (Joicey & Talbot, 1921)
  - Anthene bjoernstadi Collins & Larsen, 1991
  - Anthene buchholzi (Plötz, 1880)
  - Anthene butleri (Oberthür, 1880)
  - Anthene chirinda (Bethune-Baker, 1910)
  - Anthene collinsi D'Abrera, 1980
  - Anthene contrastata Ungemach, 1932 
  - Anthene crawshayi (Butler, 1899)
  - Anthene definita (Butler, 1899) 
  - Anthene discimacula (Joicey & Talbot, 1921)
  - Anthene emkopoti Larsen & Collins, 1998
  - Anthene erythropoecilus (Holland, 1893)
  - Anthene flavomaculatus (Grose-Smith & Kirby, 1893)
  - Anthene helpsi Larsen, 1994
  - Anthene hobleyi (Neave, 1904)
  - Anthene hodsoni (Talbot, 1935)
  - Anthene indefinita (Bethune-Baker, 1910)
  - Anthene irumu (Stempffer, 1948)
  - Anthene ituria (Bethune-Baker, 1910)
  - Anthene janna Gabriel, 1949
  - Anthene juanitae Henning & Henning, 1993 
  - Anthene juba (Fabricius, 1787)
  - Anthene kampala (Bethune-Baker, 1910)
  - Anthene katera Talbot, 1937
  - Anthene kersteni (Gerstaecker, 1871) 
  - Anthene kikuyu (Bethune-Baker, 1910)
  - Anthene lachares (Hewitson, [1878])
  - Anthene larydas (Cramer, [1780])
  - Anthene lasti (Grose-Smith & Kirby, 1894)
  - Anthene lemnos (Hewitson, 1878)l
  - Anthene leptala (Courvoisier, 1914)
  - Anthene leptines (Hewitson, 1874)
  - Anthene levis (Hewitson, 1878)
  - Anthene ligures (Hewitson, 1874)
  - Anthene lindae Henning & Henning, 1994
  - Anthene liodes (Hewitson, 1874) 
  - Anthene locuples (Grose-Smith, 1898)
  - Anthene lunulata (Trimen, 1894)
  - Anthene lychnaptes (Holland, 1891)
  - Anthene lychnides (Hewitson, 1878)
  - Anthene lysicles (Hewitson, 1874)
  - Anthene madibirensis (Wichgraf, 1921)
  - Anthene mahota (Grose-Smith, 1887)
  - Anthene makala (Bethune-Baker, 1910)
  - Anthene melambrotus (Holland, 1893)
  - Anthene millari (Trimen, 1893) 
  - Anthene minima (Trimen, 1893) 
  - Anthene montana Kielland, 1990
  - Anthene mpanda Kielland, 1990
  - Anthene ngoko Stempffer, 1962
  - Anthene nigropunctata (Bethune-Baker, 1910)
  - Anthene onias (Hulstaert, 1924)
  - Anthene opalina Stempffer, 1946
  - Anthene otacilia (Trimen, 1868) 
  - Anthene pitmani Stempffer, 1936
  - Anthene princeps (Butler, 1876)
  - Anthene pyroptera (Aurivillius, 1895)
  - Anthene radiata (Bethune-Baker, 1910)
  - Anthene ramnika D'Abrera, 1980
  - Anthene rhodesiana Stempffer, 1962
  - Anthene rothschildi (Aurivillius, 1922)
  - Anthene rubricinctus (Holland, 1891)
  - Anthene rubrimaculata (Strand, 1909)
  - Anthene rufomarginata (Bethune-Baker, 1910)
  - Anthene ruwenzoricus (Grünberg, 1911)
  - Anthene saddacus (Talbot, 1935)
  - Anthene schoutedeni (Hulstaert, 1924)
  - Anthene scintillula (Holland, 1891)
  - Anthene sheppardi Stevenson, 1940
  - Anthene starki Larsen, 2005
  - Anthene suquala (Pagenstecher, 1902)
  - Anthene sylvanus (Drury, 1773)
  - Anthene talboti Stempffer, 1936
  - Anthene ukerewensis (Strand, 1909)
  - Anthene uzungwae Kielland, 1990
  - Anthene versatilis (Bethune-Baker, 1910)
  - Anthene wilsoni (Talbot, 1935)
  - Anthene xanthopoecilus (Holland, 1893)
  - Anthene zenkeri (Karsch, 1895)
- Subgénero Anthene Doubleday, 1847; Australasia (Región indomalaya, Región australasiana, y Paleártico en el Himalaya):
  - Anthene emolus (Godart, [1824]) 
  - Anthene licates (Hewitson, 1874)
  - Anthene lycaenina (R. Felder, 1868) 
  - Anthene lycaenolus Tite, 1966
  - Anthene lycaenoides (Felder, 1860)
  - Anthene paraffinis (Fruhstorfer, 1916)
  - Anthene philo Hopffer, 1874
  - Anthene seltuttus (Röber, 1886)
  - Anthene villosa (Snellen, 1878)
- Subgénero Neurellipes Bethune-Baker, 1910 (ecozona afrotropical)
  - Anthene aequatorialis Stempffer, 1962
  - Anthene chryseostictus (Bethune-Baker, 1910)
  - Anthene fulvus Stempffer, 1962
  - Anthene gemmifera (Neave, 1910)
  - Anthene likouala Stempffer, 1962
  - Anthene lusones (Hewitson, 1874)
  - Anthene staudingeri (Grose-Smith & Kirby, 1894)
- Subgénero Neurypexina Bethune-Baker, 1910 (ecozona afrotropical)
  - Anthene kalinzu (Stempffer, 1950)
  - Anthene lamprocles (Hewitson, 1878)
  - Anthene lyzanius (Hewitson, 1874)
  - Anthene quadricaudata (Bethune-Baker, 1926)
- Subgénero Triclema Karsch, 1893 (ecozona afrotropical)
  - Anthene africana (Bethune-Baker, 1926)
  - Anthene coerulea (Aurivillius, 1895)
  - Anthene fasciatus (Aurivillius, 1895)
  - Anthene hades (Bethune-Baker, 1910)
  - Anthene inconspicua (Druce, 1910)
  - Anthene inferna (Bethune-Baker, 1926)
  - Anthene kamilila (Bethune-Baker, 1910)
  - Anthene kimboza (Kielland, 1990)
  - Anthene krokosua (Larsen, 2005)
  - Anthene lacides (Hewitson, 1874)
  - Anthene lamias (Hewitson, 1878)
  - Anthene lucretilis (Hewitson, 1874)
  - Anthene lutzi (Holland, 1920)
  - Anthene marshalli (Bethune-Baker, 1903)
  - Anthene nigeriae (Aurivillius, 1905)
  - Anthene obscura (Druce, 1910)
  - Anthene oculatus (Grose-Smith & Kirby, 1893)
  - Anthene phoenicis (Karsch, 1893)
  - Anthene rufoplagata (Bethune-Baker, 1910)
  - Anthene tisamenus (Holland, 1891)
- Subgénero desconocido
  - Anthene georgiadisi Larsen, 2009